# دنيس بي. غالاغير
دنيس بي. غالاغير هو سياسي أمريكي، ولد في 1963. نشط حزبياً في الحزب الجمهوري.